# El Dorado (Kansas)
El Dorado – miasto położone w hrabstwie Butler.